# Episodi di A sud del paradiso (prima stagione)
Questa è una lista degli episodi della prima stagione della serie televisiva A sud del paradiso.
| nº | Titolo originale                      | Titolo italiano                  | Prima TV USA     | Prima TV Italia |
| -- | ------------------------------------- | -------------------------------- | ---------------- | --------------- |
| 1  | Secret Truths                         | Chi siamo veramente              | 4 novembre 2005  | 6 febbraio 2008 |
| 2  | Friends, Lovers, Others, and Brothers | Amici, amanti, fratelli ed altri | 11 novembre 2005 |                 |
| 3  | Put Out or Get Out                    | Sfogarsi o andarsene             | 18 novembre 2005 |                 |
| 4  | First Time                            | La prima volta                   | 2 dicembre 2005  |                 |
| 5  | Girls Guide to Dating                 | Coprifuoco                       | 9 dicembre 2005  |                 |
| 6  | Friends with Benefits                 | La competizione                  | 16 dicembre 2005 |                 |
| 7  | Under My Skin                         | A fior di pelle                  | 13 gennaio 2006  |                 |
| 8  | Shake Rattle & Roll                   |                                  | 20 gennaio 2006  |                 |
| 9  | Say It Ain't So, Spencer              |                                  | 27 gennaio 2006  |                 |
| 10 | What Just Happened?                   |                                  | 3 febbraio 2006  |                 |